# Mason Bates
Mason Wesley Bates (Filadelfia, 23 gennaio 1977) è un compositore e disc jockey statunitense.
Vincitore di un Grammy Award, è il primo Compositore in Residenza del Kennedy Center di Washington ed è stato in residenza con la Chicago Symphony Orchestra, la San Francisco Symphony, l’Orchestra Sinfonica di Pittsburgh e la California Symphony. Ha scritto lavori come Mothership, Anthology of Fantastic Zoology, l’opera The (R)evolution of Steve Jobs, componendo la colonna sonora del film La foresta dei sogni di Gus Van Sant. Nel 2018, secondo una ricerca delle orchestra americane, è risultato essere il secondo compositore vivente più eseguito

## Biografia
Bates è nato a Filadelfia, in Pennsylvania, ed è cresciuto a Richmond e Newtown, in Virginia, dove si trovano la casa e la fattoria di famiglia. Ha mostrato un interesse precoce per la scrittura creativa alla St. Christopher's School e ha ricevuto una lettera dal sindaco di Monaco di Baviera in risposta alla sua poesia The Village of a Million People, scritta dopo una visita alla città tedesca. Le sue prime composizioni corali sono state dirette dalla sua insegnante di pianoforte Hope Armstrong Erb e ha studiato composizione con Dika Newlin, che è stata allieva di Arnold Schoenberg.
Durante l'estate del 1993 al Brevard Music Center, la musica di Bates ha attirato l'attenzione del direttore d'orchestra Robert Moody, che ha poi commissionato il suo primo lavoro sinfonico Free Variations for Orchestra per la sua orchestra di Evansville (Indiana). Bates ha poi frequentato il programma della Columbia University - Juilliard School e ha conseguito un Bachelor of Arts in letteratura inglese e un Master in composizione musicale. Ha studiato composizione musicale con John Corigliano, David Del Tredici e Samuel Adler (compositore), studiando anche drammaturgia con Arnold Weinstein.
Nel 2001, Bates si è trasferito nella San Francisco Bay Area e ha studiato sotto la guida di Edmund Campion al Centro per la Musica Contemporanea e per le Tecnologie Audio dell’Università della California - Berkeley, laureandosi nel 2008 con un dottorato in composizione. In quel periodo ha lavorato come DJ e artista techno con il nome di Masonic nei club e nei locali di San Francisco. Nello stesso anno, insieme al direttore d'orchestra Benjamin Schwartz e alla visual designer Anne Patterson, ha fondato Mercury Soul, un'organizzazione no-profit con sede a San Francisco che organizza spettacoli nei club combinando musica classica e DJ set. Ha vissuto a Roma nel 2003-2004 come vincitore del Rome Prize dell'American Academy in Rome e a Berlino nel 2005 come vincitore del Berlin Prize dell'American Academy in Berlin. Nel 2014 è entrato a far parte dei docenti di composizione del San Francisco Conservatory of Music.

## Carriera
Bates ha mostrato molto presto un interesse nel creare un collegamento tra il mondo della musica elettronica e quello della musica sinfonica, presentando in prima assoluta il suo Concerto per sintetizzatore nel 1999 con la Phoenix Symphony ed eseguendolo successivamente con l'Orchestra Sinfonica di Atlanta. Robert Moody ha diretto in prima assoluta questo lavoro oltre a Rusty Air in Carolina. Nel 2007 si è imposto all'attenzione nazionale con Liquid Interface, una sinfonia acquatica commissionata dalla National Symphony Orchestra diretta da Leonard Slatkin, che ha eseguito in prima assoluta diverse opere di Bates, tra cui il Concerto per violino, solista Anne Akiko Meyers.
Bates ha parlato delle sue sinfonie come di un revival delle sinfonie narrative del XIX secolo con l'utilizzo di suoni del XXI secolo, come dimostra la sua sinfonia Art of War del 2018. L'opera “esplora il dramma del conflitto umano” utilizzando registrazioni sul campo di esplosioni di mortai e artiglieria effettuate durante due visite a Camp Pendleton, nonché registrazioni delle macchine da stampa della Zecca degli Stati Uniti che appaiono nel movimento di apertura dell'opera Money as a weapons system.
Alcune delle sue opere non includono suoni elettronici, come Resurrexit, commissionata dalla Orchestra Sinfonica di Pittsburgh per celebrare il 60º compleanno di Manfred Honeck, che ne ha diretto la prima nel 2018.
Una lunga collaborazione con la San Francisco Symphony è iniziata con la prima di The B-Sides nel 2009 sotto la direzione di Michael Tilson Thomas, che in seguito ha diretto diverse opere di Bates con la YouTube Symphony Orchestra. Quest'ultima ha eseguito la prima di Mothership al Teatro dell'Opera di Sydney nel 2011 davanti a un pubblico online di due milioni di persone ed è diventata una delle opere orchestrali più eseguite di un compositore vivente. Michael Tilson Thomas e la San Francisco Symphony hanno registrato tre lavori di Bates durante il Beethoven & Bates Festival del 2017, ottenendo una nomination ai Grammy Award per la migliore esecuzione orchestrale. Nello stesso anno Bates ha ricevuto anche una nomination come miglior composizione classica contemporanea per la sua Alternative Energy per la Chicago Symphony Orchestra, dove Bates è stato compositore in residenza dal 2010 al 2015.
Nel 2015 ha scritto la colonna sonora del film La foresta dei sogni per il regista Gus Van Sant.
Mentre si faceva notare a livello nazionale per la sua musica sinfonica elettroacustica, Bates ha iniziato a sperimentare un progetto per una sorta di formato di concerto, aprendo collaborazioni con istituzioni come la Chicago Symphony Orchestra e il Kennedy Center. Attraverso il suo club show Mercury Soul, Bates ha acquisito familiarità con le tecniche di illuminazione, produzione e messa in scena che creano ambienti fluidi e ricchi di informazioni in contesti sociali. Con la compositrice Anna Clyne, Bates ha ampliato la serie MusicNOW della Chicago Symphony includendo note di programma cinematografiche, produzione immersiva ed eventi pre-concerto e post-concerto in collaborazione con il collettivo di DJ illmeasures. Dopo la sua residenza con la CSO, Bates è stato nominato primo compositore in residenza del Kennedy Center di Washington dove ha lanciato KC Jukebox, una serie di esecuzioni di nuova musica che anima le sedi del centro, abbinando ensemble e compositori classici con artisti esterni al settore, come il duo Thievery Corporation e i compositori Kyle Dixon e Michael Stein, dei Survive, che hanno composto la colonna sonora della serie Netflix Stranger Things.
La sua prima opera lirica, The (R)evolution of Steve Jobs, è stata presentata in anteprima nel 2017 dalla Santa Fe Opera, che ha aggiunto una rappresentazione per soddisfare l'elevata richiesta di biglietti ed aver registrato il tutto esaurito in tutte e sette le rappresentazioni. Il direttore generale Charles MacKay ha annunciato che è stata una delle nuove opere più vendute nella storia del Teatro. La registrazione della Santa Fe Opera su etichetta Pentatone Records ha vinto il Grammy 2019 per la migliore registrazione d'opera. Il lavoro era stato commissionato dalla Santa Fe Opera, la San Francisco Opera, la Seattle Opera e l’Università dell'Indiana. Il libretto è stato scritto da Mark Campbell.
Nel 2018 il Metropolitan Opera House ha annunciato la commissione di The Amazing Adventures of Kavalier & Clay, con musiche di Bates e libretto di Gene Scheer. L'opera è basata sull'omonimo romanzo di Michael Chabon, vincitore del Premio Pulitzer, che racconta di un immigrato ebreo che scrive fumetti per guadagnare abbastanza soldi da salvare la sua famiglia dall'Olocausto.
Nel novembre 2019, la casa di produzione Vulcan Productions ha annunciato i dettagli di World's Greatest Synth: The Making of the Orchestra. Il lavoro è stato successivamente ribattezzato Philharmonia Fantastique: The Making of the Orchestra. Si tratta di un'opera multimediale di 25 minuti che integra film, animazione e suoni preregistrati con un'orchestra dal vivo. È stata co-commissionata dalla Chicago Symphony Orchestra, dalla San Francisco Symphony Orchestra, dalla Dallas Symphony Orchestra, dalla Pittsburgh Symphony Orchestra e dalla National Symphony Orchestra. L'opera è frutto della collaborazione di Bates con il regista e sound designer Gary Rydstrom di Lucasfilm e Skywalker Sound, nonché con l'animatore Jim Capobianco di Aerial Contrivance Workshop. Philharmonia Fantastique è una “guida all'orchestra” con una sceneggiatura di Bates e Rydstrom (il regista del film) e una partitura sinfonica elettro-acustica di Bates. Doveva essere eseguita in prima assoluta dalla Chicago Symphony Orchestra con il direttore ospite Edwin Outwater tra il 26 e il 28 marzo 2020, in occasione della celebrazione del 100º anniversario della fondazione nel 1919 della serie di concerti per le scuole e le famiglie della CSO da parte di Frederick Stock, secondo direttore musicale della CSO. Tuttavia, la prima è stata cancellata in risposta alla pandemia COVID-19. La prima sulla costa occidentale, prevista per il 16-18 aprile dello stesso anno dalla San Francisco Symphony è stata rinviata per lo stesso motivo. Anche la Dallas Symphony Orchestra, la Pittsburgh Symphony Orchestra e la National Symphony Orchestra avevano in programma di eseguire Philharmonia Fantastique nella loro stagione 2020-21. Il brano sarà successivamente reso disponibile come film.

## Premi
- 2019 - Grammy per Best Opera recording - The (R)evolution of Steve Jobs
- 2017 - Compositore dell’anno 2018 per la rivista Musical America
- 2012 - 18’ premio annuale Heinz Awards nelle Arti e Scienze Umane
- 2008 - Guggenheim Fellowship
- 2008 - Van Cliburn American Composer Invitational First Prize
- 2006 - Premio Creative Capital
- 2005 - Berlin Prize della American Academy in Berlin
- 2004 - Rome Prize della American Academy in Rome
- Charles Ives Prize
- Fellowship della American Academy of Arts and Letters
- Jacob Druckman Memorial Prize del Aspen Music Festival and School
- Fellowship del Tanglewood Music Center

## Compositore in residenza
- 2015 Kennedy Center: compositore in residenza
- 2014 - 2015 Orchestra Sinfonica di Pittsburgh: compositore dell’anno
- 2012 - 2013 Orchestra Sinfonica di Pittsburgh: compositore dell’anno
- 2010 - 2015 Chicago Symphony Orchestra: compositore in residenza
- 2007 - 2010 California Symphony: giovane compositore americano in residenza

## Composizioni

### Lavori sinfonici
- Icarian Rhapsody - per orchestra d’archi (1999)
- Ode, prelude to the Beethoven 9th - per orchestra (2001)
- Omnivorous Furniture - per sinfonietta e elettronica (2004)
- Rusty Air in Carolina - per orchestra e elettronica (2006)
- Liquid Interface (2007)
- Music from Underground Spaces - per orchestra e elettronica (2008)
- The B-Sides - per orchestra e elettronica (2009)
- White Lies for Lomax (2009)
- Desert Transport - per orchestra (2010)
- Mainframe Tropics - per orchestra (2010)
- Sea-Blue Circuitry - per orchestra o banda (2010)
- Alternative Energy - per orchestra e elettronica (2011)
- Mothership - per orchestra e elettronica (2011)
- Violin Concerto - per violino e orchestra (2012)
- Attack Decay Sustain Release - fanfara per orchestra (2013)
- The Rise of Exotic Computing - per sinfonietta e laptop (2013)
- Cello Concerto - per violoncello e orchestra (2014)
- Devil's Radio - per orchestra (2014)
- Garages of the Valley - per orchestra (2014)
- Anthology of Fantastic Zoology - per orchestra (2015)
- Auditorium - per orchestra (2016)
- Sideman - per banda e percussioni (2016)
- Children of Adam - per orchestra e cori (2017)
- Art of War - per orchestra e elettronica (2018)
- Resurrexit - per orchestra (2018)
- Undistant - per orchestra (2021)
- Concerto per Pianoforte e Orchestra. 2022. Commissionato dall’Orchestra di Filadelfia e dalla San Francisco Symphony, con il contributo di Joseph e Bette Hirsch e dedicato a Daniil Trifonov. Prima esecuzione mondiale il 14 gennaio 2022 con l’Orchestra di Filadelfia diretta da Yannick Nézet-Séguin, solista Daniil Trifonov. Prima esecuzione europea il 15 ottobre 2022 con l’Orchestra filarmonica di Rotterdam diretta da André de Ridder, solista Daniil Trifonov. Prima esecuzione italiana il 10 maggio 2024 con l’Orchestra dell'Accademia Nazionale di Santa Cecilia diretta da Jakub Hrůša, solista Daniil Trifonov.
- Philharmonia Fantastique - per orchestra e film animato (2022)

### Opere liriche
- The (R)evolution of Steve Jobs - 2017

### Musica da camera
- Mercury Soul - per clarinetto e pianoforte (2002)
- String Band - per pianoforte, violino e violoncello (2002)
- From Amber Frozen - per quartetto d’archi (2004)
- Digital Loom - per organo e elettronica (2005)
- Red River - per violino, clarinetto, violoncello, pianoforte e elettronica (2007)
- White Lies for Lomax - per pianoforte (2007)
- The Life of Birds - per flauto, clarinetto, violino e violoncello (2008)
- Stereo is King - per tre percussionisti e nastro magnetico (2011)
- Bagatelles - per quartetto d’archi e elettronica (2012)
- Difficult Bamboo - per il Pierrot ensemble e percussioni (2013)
- Carbide and Carbon - per gruppo di violoncelli (2013)
- Shenandoah - per violino (2019)

### Composizioni vocali
- Observer in a Magellanic Cloud - per cori (2009)
- Sirens - per cori a cappella a 12 voci (2009)
- Mass Transmission - per organo, elettronica e cori (2012)
- Drum-Taps - per coro (2017)
- Passage - per mezzosoprano e orchestra (2017)
- Children of Adam - per orchestra e cori (2018)

### Colonne sonore
- La foresta dei sogni (The Sea of Trees) (2015)

## Discografia
- Digital Loom (MSR Classics) 2009

- American Masters - Violin Concerto (Entertainment One Music) 2014
- Riccardo Muti Conducts Mason Bates and Anna Clyne - Alternative Energy (CSO Resound) 2014
- Stereo is King (Innova Recordings) 2014
- Scrapyard Exotica (Sono Luminus DSL-92193) by Del Sol String Quartet 2015
- Anthology of Fantastic Zoology (CSO Resound) by the Chicago Symphony Orchestra 2016
- Works for Orchestra (San Francisco Symphony) by San Francisco Symphony 2016
- The (R)evolution of Steve Jobs (Pentatone) by Santa Fe Opera 2018